# NN-122
La carretera NN‑122 es una vía departamental secundaria localizada en el departamento de Chontales. Conecta las localidades de San Pedro de Lóvago y La Libertad, permitiendo el acceso a comunidades ganaderas y cafetaleras del centro-sur del país, y sirve como enlace entre rutas menores como la NN-121.

## Trazado y cruces
| km   | Localidad / Punto   | Departamento | Conexión / Ruta |
| ---- | ------------------- | ------------ | --------------- |
| 0,0  | San Pedro de Lóvago | Chontales    | NN 121          |
| 9,5  | Santa Elena         | Chontales    | Camino local    |
| 18,5 | La Libertad         | Chontales    | Red vial urbana |

## Coordenadas
Uno de los tramos de la NN‑122 puede ser encontrado en las coordenadas: 11°44′25″N 84°23′24″O / 11.7402, -84.3901